# Hagenstraße (Worms)
Die Hagenstraße in Worms führt vom Neumarkt in östliche Richtung auf den Rhein zu. Sie ist 510 m lang, weist 52 Hausnummern auf und ist eine der verkehrsreichsten Straßen der Stadt.

## Name
Die Straßenbezeichnung hatte ursprünglich nichts mit Hagen von Tronje zu tun, sondern mit einem Adligen gleichen Namens, der im Hochmittelalter hier ein Anwesen hatte. Zeitweise wurde der Name umgangssprachlich auf „Hanstraße“ oder „Hangasse“ verkürzt. In der frühen Neuzeit wurde das als „Hahngasse“ verstanden und dann in lateinischen Texten als „Via galli“ bezeichnet. 1839 wurde sie in Ludwigsstraße umbenannt. Namensgeber war in diesem Fall der Landesherr, Großherzog Ludwig II. von Hessen. Das war der erste Fall in der Stadtgeschichte, dass eine Straße durch einen Beschluss nach einer Person benannt wurde. 1888 kam es zu einem Revirement: Die Großherzöge erhielten eine neue (die heutige) „Ludwigsstraße“, die bisherige wurde wieder in „Hagenstraße“ umbenannt, nun aber mit dem Blick auf Hagen von Tronje, denn die Nibelungensage spielt zu einem erheblichen Teil in Worms und gehörte zur Staatsmythologie des zweiten deutschen Kaiserreichs.

## Geschichte
Die Straßenführung ist römischen Ursprungs. Sie trägt eine der ältesten in Worms überlieferten Straßenbezeichnungen: In einer Urkunde von 1141 wird sie als „platea Hagenonis“ angeführt. Nach Errichtung der östlichen inneren Stadtmauer am Ende des 12. oder im 13. Jahrhundert endete sie im Bereich des Fischmarktes an der Stadtmauer. Erst Ende des 19. Jahrhunderts entstand die Verlängerung bis zum Kaiser-Heinrich-Platz im Zuge einer Stadterweiterung.

## Bauten und Einrichtungen

### Historisches
Ältestes bekanntes Bauwerk der Straße war das Hantor, durch das die Straße bis 1788 führte. Es gehörte zu den ältesten Teilen der Stadtbefestigung Worms. Der Bauform nach, die durch eine Zeichnung von Peter Hamman von 1691 überliefert ist, war es wahrscheinlich ein römisches Stadttor. 1788 ließ der Rat der Stadt das Tor abbrechen und das Abbruchmaterial versteigern. Die exakte Lage des Bauwerks ist heute nicht mehr bekannt. Archäologisch wurde es bis jetzt nicht nachgewiesen.
Auf der südlichen Straßenseite, zwischen den dort einmündenden Straßen Römerstraße und Fischmarkt, befand sich bis 1566 das Augustinereremitenkloster.

### Aktuelles

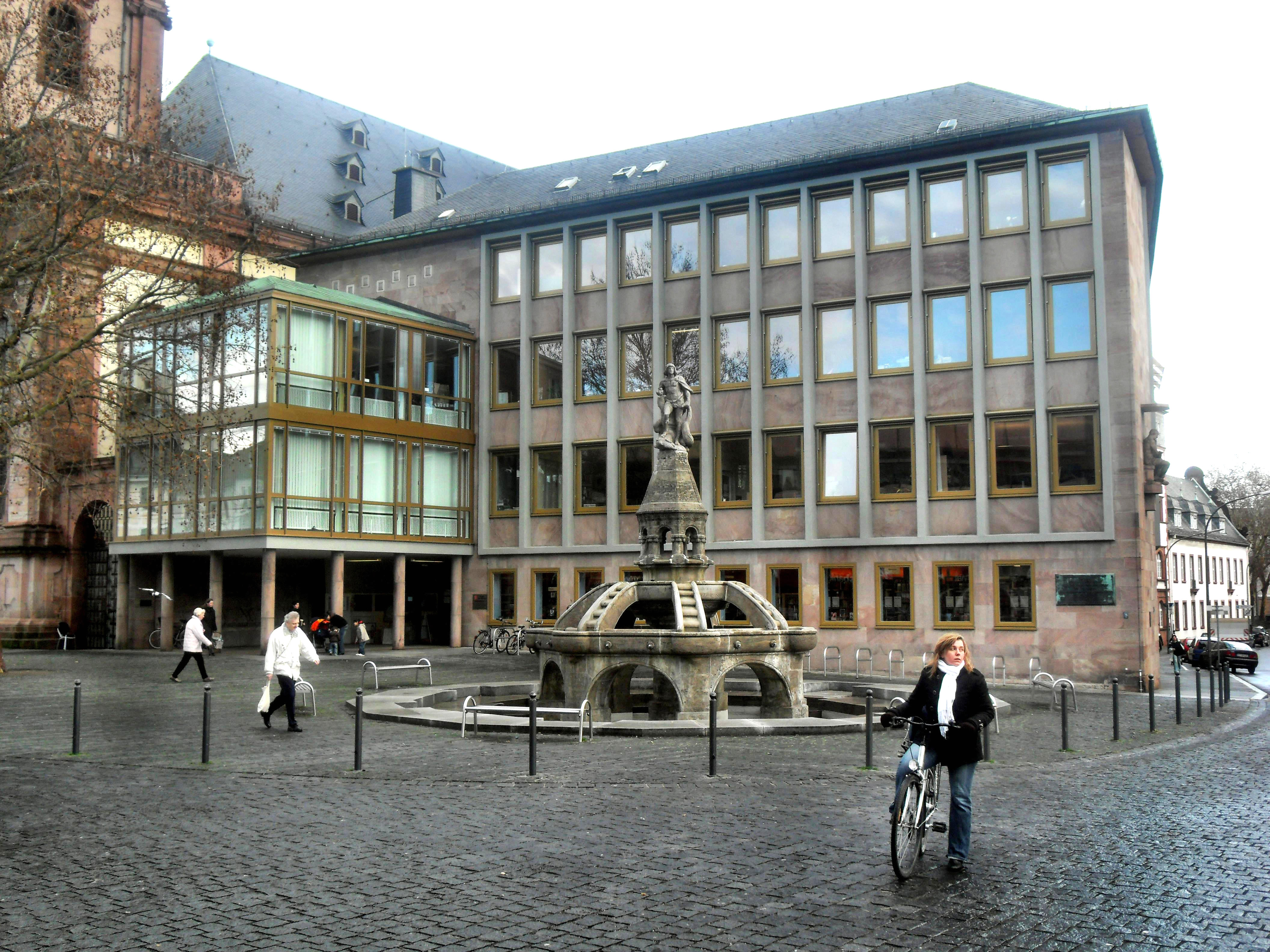
Ausgangspunkt der Hagenstraße an der Stadtbibliothek Worms – die Hagenstraße am rechten Bildrand

Die Nennungen folgen vom Neumarkt ab stadtauswärts:
Die Hagenstraße verlässt den Marktplatz entlang der Südseite der Stelle, an der im Mittelalter das Haus zur Münze stand, das 1689 im Pfälzischen Erbfolgekrieg durch Truppen König Ludwig XIV. zerstört wurde. Seit dem Ende des 19. Jahrhunderts stand hier das Cornelianum, ein Veranstaltungsgebäude, das im Zweiten Weltkrieg beschädigt und anschließend abgerissen wurde. Hier steht seit den 1950er Jahren die Stadtbibliothek Worms.
Stadtauswärts folgt der Altbau-Flügel des Rathauses, früher dessen Hauptgebäude. Baulich ist er (über einige Stufen) Nachfolger des in der Hagenstraße gelegenen Wohnturms „Zum Zöllner“ aus dem 12. Jahrhundert, den die Stadt im 13. Jahrhundert kaufte und als erstes Rathaus nutzte. Der Konflikt zwischen dem Stadtrat und dem Bischof von Worms, der 1232/33 ausgetragen wurde, endete unter anderem mit dem Abriss des Gebäudes. Der heute dort stehende Rathaus-Flügel stammt im westlichen Bereich Theodor Fischer, im östlichen von Gabriel von Seidl. Letzterer ist aber – bis auf die Umfassungsmauern – ein Neubau nach den schweren Zerstörungen im Zweiten Weltkrieg.
Weiter stadtauswärts folgen
- die Polizeidirektion Worms mit verschiedenen Polizeidienststellen,[15]
- der Islamische Kultur-Verein Worms e.V, eine arabischsprachige Moscheegemeinde,[16]
- der Fischmarkt